# 蛋白棒

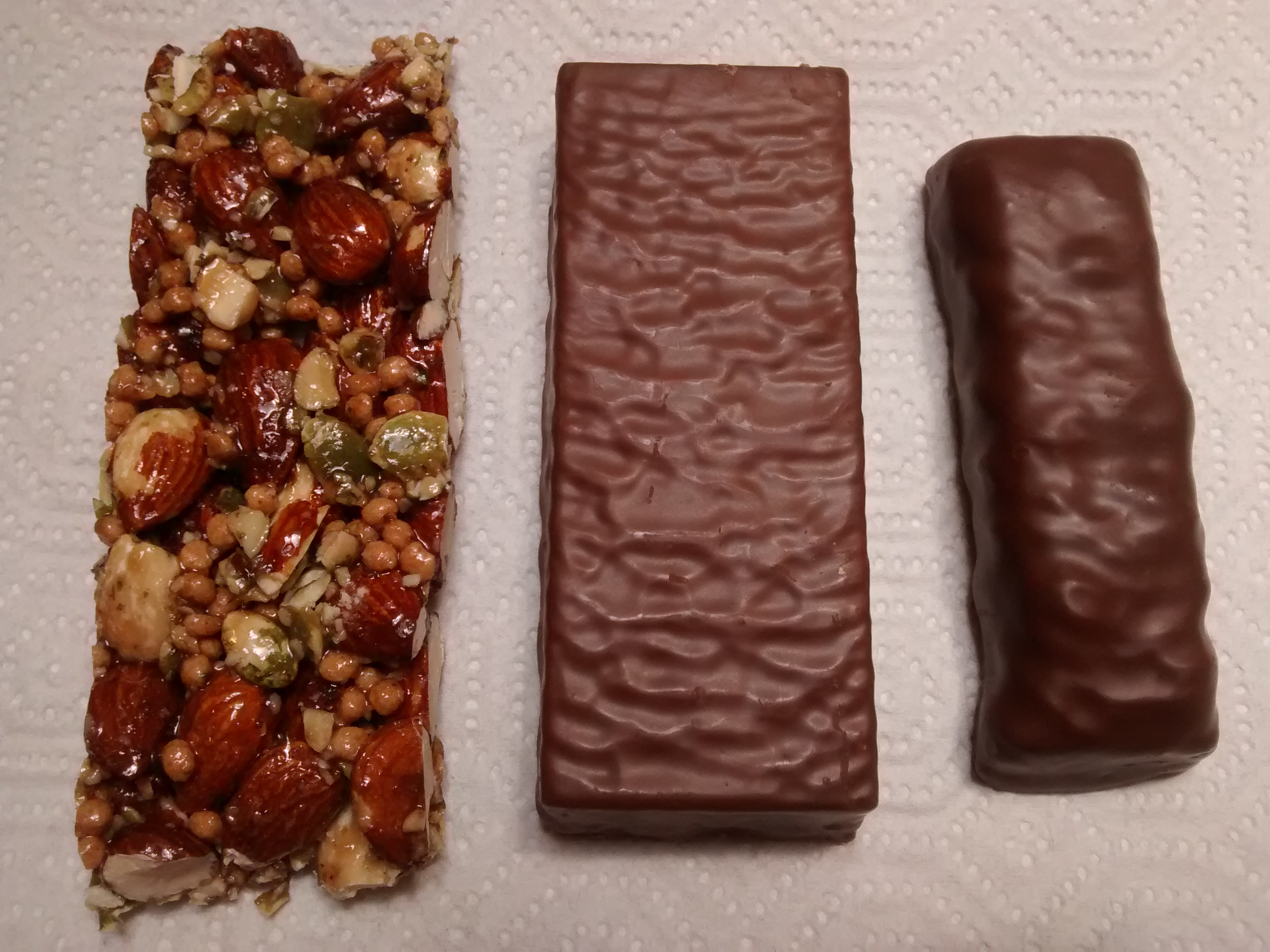
蛋白棒

蛋白棒是一种方便食品，蛋白棒中的蛋白质的含量相对于糖类和脂肪来说要更高。尽管很多蛋白棒商品包裝上重点标明了蛋白质，但许多市场上的蛋白棒所含的游离糖比饼干或甜甜圈等一些甜点还要多。 